# ツィスライタニエン

帝国議会において代表される諸王国および諸邦
Die im Reichsrat vertretenen Königreiche und Länder (ドイツ語)

国の標語: Indivisibiliter ac Inseparabiliter（ラテン語）
分割できず、分かれ難い国歌: Gott erhalte Franz den Kaiser（ドイツ語）
神よ、皇帝フランツを守り給え

オーストリア＝ハンガリー帝国内のツィスライタニエン（ピンク色）。他の部分はトランスライタニエン（緑色）と共同統治国ボスニア・ヘルツェゴヴィナ（青色）

| 先代             | 次代 |
| ---------------- | --- |
| オーストリア帝国 | ドイツ＝オーストリア共和国 チェコスロバキア第一共和国 スロベニア人・クロアチア人・セルビア人国 ポーランド第二共和国 西ウクライナ人民共和国 イタリア王国 ルーマニア王国 |

1915年に制定されたツィスライタニエンの共通国章。胸部にニーダーエスターライヒの赤・白・赤の盾章を掲げたオーストリアの双頭の鷲が、頭上にルドルフ2世の帝冠を浮かばせ、爪には刀剣や宝珠といったレガリアを握っている。

ツィスライタニエン（Cisleithanien）は、1867年以後のオーストリア＝ハンガリー帝国（二重帝国）において、オーストリア帝冠領（すなわち、ハンガリー王冠領以外の部分の呼称である。二重帝国の北部および西部地域）を指すときに、政治家や官僚により非公式に使われていた。直訳すると「ライタ川よりこちら側の地域」となる。「オーストリア帝国｣との呼称は、アウスグライヒ以前の（ハンガリーを含む）帝国と紛らわしいため、ほとんど用いられなかった。ツィスライタニエンの公式名称は、「帝国議会において代表される諸王国及び諸邦（Die im Reichsrat vertretenen Königreiche und Länder）」であったが、1915年に「オーストリア諸邦（österreichische Länder）」に変更された。

## 概要
ツィスライタニエンはその公式名称が指し示すように議会制国家であり、ウィーンの帝国議会（Reichsrat）を共通の立法府としていた。帝国議会では1867年より分離したハンガリー王冠領から代表が送られることは無くなった。
ツィスライタニエンという名称は概念的には、オーストリア側からハンガリー側を眺めた形になっており、ニーダーエスターライヒとハンガリーの自然国境の一部を形成し、人がドナウ川の南側を通ってウィーンからブダペストに向かう際に横切ることの多いライタ川に由来している。この名称は全く地理的正確さを欠いたものであり、北部・北東部（ボヘミア、モラヴィア、オーストリア領シュレージエン、ガリツィア、ブコヴィナ）および南部（キュステンラント、カルニオラ、ダルマチア）などツィスライタニエンの大部分はライタ川と接しておらず、従ってこの川の「こちら側」にも「向こう側」にも当てはまらなかった。
ハンガリー王国とクロアチア＝スラヴォニア王国（Königreich Kroatien und Slawonien）で構成されたハンガリー王冠領/「聖イシュトヴァーンの王冠諸邦（Ländern der ungarischen Stephanskrone）」は、ツィスライタニエンに対応して非公式にトランスライタニエン（Transleithanien）と呼ばれた。オーストリア＝ハンガリーが1878年に占領し、1908年に正式に併合したボスニア＝ヘルツェゴヴィナはツィスライタニエンにもトランスライタニエンにも所属せず、両国の共同領有地域（共同統治国ボスニア・ヘルツェゴヴィナ)とされた。
ツィスライタニエンの政府当局は、1867年までのオーストリア帝国期の政府当局と同様、自国の国家体制を「帝国にして王国（kaiserlich-königlich/k.k.）」と呼び続けた。この「k.k.」の呼び名は、オーストリア帝冠領諸邦に由来する様々な君主号の中で最高位にある2つの称号、オーストリア皇帝（ルドルフの帝冠/Rudolfskrone）とボヘミア王（聖ヴァーツラフの王冠/Wenzelskrone）を示していた。1867年のハンガリー王冠領の離脱までは、2番目の「k」が指していたのはハンガリー王（聖イシュトヴァーンの王冠）であった。1889年になって、二重帝国全体を指し示すための語として、ツィスライタニエンとトランスライタニエンを併称した「帝国ならびに王国（kaiserlich und königlich/k.u.k.）」という呼び名が作られた。
「オーストリア」の名称は二重帝国におけるツィスライタニエンのより公式的な名称として使われていたが、非公式の場では二重帝国全体を指す名称として使われることもあった。第1次世界大戦中の1915年、オーストリアは名実ともにツィスライタニエンの公式名称に定められた。皇帝フランツ・ヨーゼフ1世と帝国政府が公式名称の変更を決心したのは、チェコ人の激しい抵抗運動に対処する目的のみならず、長く帝国議会で議論になってきた事柄だったからでもある。
これにより、帝冠領に属する全ての諸邦がニーダーエスターライヒに由来する赤・白・赤（Rot-Weiß-Rot）のベンド盾章を国章に使用せねばならなくなるという問題が起きた。同じ1915年に新しくオーストリア帝冠領の共通の国章が作られたが、これは以前のように全ての諸邦の小さな国章が示されるものではなく、単にオーストリアの双頭の鷲だけを描いたものであった。この修正の戦争における効果は乏しいとしか言えず、1918年には全く無意味なものとなった。

## ツィスライタニエンの諸邦
ツィスライタニエンは15の王冠領からなり、ツィスライタニエン議会である帝国議会に代表者を置いていた。オーストリア大公国を中心とする王冠領は、近代的な意味での国家ではなく州であった。しかし、それらは歴史的に独自の政治的・法的特性を持つ地域であり、したがって単なる行政区域にとどまらない。これらは「歴史的政治的実体」として考えられてきた。
各王冠領には地方議会であるラントタークがあり、地域的な重要事項やあまり重要でない事項について法律（Landesgesetze）を制定していた。1848年まで、ラントタークは伝統的なディアテート（領地議会）であったが、1848年革命後に解散し、1860年以降に改革された。また、司教など職権を持つ議員と選挙で選ばれる議員がいた。普遍的で平等な参政権はなく、特権と制限された特権が混在していた。州議会の執行委員会はランデスアウスカス（Landesausschuss）と呼ばれ、ランデスハウプトマンがその長で、州議会の議長も兼ねていた。
1868年以降、皇帝フランツ・ヨーゼフ自身（王、大公、大公、公爵、伯爵など、王国の君主としての機能を有する）と、オーストリア首相を長とするImperial-Royal(k.k.)政府は、王国の首都でシュタットホルダー（Statthalter）、少数の王国の場合はランデスプレンティデント（Landespräsident）が最高責任者として行動していた。

オーストリア＝ハンガリー:ツィスライタニエン（オーストリア帝国）：1.ボヘミア、2. ブコヴィナ、3. ケルンテン、4. カルニオラ、5. ダルマチア、6.ガリツィア、7. オーストリア領キュステンラント、8.ニーダーエスターライヒ、9.モラヴィア、10.ザルツブルク、11. シュレジエン、12.シュタイアーマルク、13. チロル、14.オーバーエスターライヒ、15.フォアアールベルク;
トランスライタニエン（ハンガリー王国）：16.ハンガリー王国、17.クロアチア=スラヴォニア; オーストリア・ハンガリー共同統治: 18. ボスニア・ヘルツェゴヴィナ

### 王国
- ボヘミア王国（ボヘミア王冠領）
- ダルマチア王国
- ガリツィア・ロドメリア王国

### 大公国（Erzherzogtum）
- エンス川上オーストリア大公国 (非公式表記：上オーストリア)
- エンス川下オーストリア大公国 (非公式表記：下オーストリア)

### 大公国（Großherzogtum）
- クラクフ大公国 (Subdivision of Galicia and Lodomeria)

### 公国
- ブコヴィナ公国（英語版）
- ケルンテン公国
- カルニオラ公国
- ザルツブルク公国（英語版）
- 上下シュレジエン公国 （ボヘミア王冠領）
- シュタイアーマルク公国

### 辺境伯領
- イストリア辺境伯領 (オーストリア沿海州)
- モラヴィア辺境伯領 （ボヘミア王冠領）

### 伯爵領
- ゲルツ＝グラディスカ伯爵領 (オーストリア沿海州)
- チロル伯爵領
- チロル伯爵領フォアアールベルク

### 自由都市
- 自由都市トリエステ (オーストリア沿海州)

### 共同統治国
- 共同統治国ボスニア・ヘルツェゴヴィナ (Governed Jointly by Cisleithania and Transleithania)

- オーストリア家世襲領:
  - エンス川上オーストリア大公国
  - エンス川下オーストリア大公国
  - ケルンテン公爵領
  - クライン公爵領
  - ザルツブルク公爵領
  - シュタイアーマルク公爵領
  - チロル伯爵領（諸侯領格）
    - チロル領フォアアールベルク

  - オーストリア沿海州（キュステンラント）
    - ゲルツ＝グラディスカ伯爵領（諸侯領格）
    - イストリア辺境伯領
    - 帝国直属都市トリエステ
- ボヘミア王冠領:
  - ボヘミア王国
  - モラヴィア辺境伯領
  - 上下シュレジエン公国
- ガリツィア＝ロドメリア王国、クラクフ大公国、アウシュヴィッツ公爵領、ツァトル公爵領
- ブコヴィナ公爵領
- ダルマチア王国